# Menandros I
Menandros I Soter (tiếng Hy Lạp cổ: Μένανδρος Α΄ ὁ Σωτήρ; Ménandros A' ho Sōtḗr, "Menandros I Vua cứu độ"; còn được biết đến là Milinda trong tiếng Pali Ấn Độ, có thể được dịch ra tiếng Việt là Mi Lan Đà hay Di Lan Đà) là là vua của vương quốc Ấn-Hy Lạp, trị vì từ khoảng năm 165/ 155 trước Công nguyên đến năm 130 trước Công nguyên. Ông là người đã thiết lập nên một đế chế lớn ở Nam Á và là một người hộ pháp của Phật giáo.
Menandros sinh ra ở vùng Alexandria Caucasia (Hindu Kush), và ban đầu làm vua xứ Bactria (Đại Hạ). Sau khi chinh phục miền Punjab (nay thuộc vùng biên giới Ấn Độ-Pakistan), ông đã thiết lập nên một đế chế ở tiểu lục địa Ấn Độ kéo dài từ thung lũng sông ở phía tây đến sông Ravi ở phía đông, và từ thung lũng sông Swat ở miền bắc đến Arachosia (tỉnh Helmand) phía nam. Các sử gia Ấn Độ cổ cho biết rằng, ông đã từng phát động những cuộc viễn chinh về phía nam tới vùng Rajasthan và những vùng xa về phía đông ở thung lũng sông Hằng như thành Pataliputra (Patna). Nhà địa lý người Hy Lạp Strabo viết rằng ông "chinh phục nhiều bộ lạc hơn Alexandros Đại đế." (mặc dù đây có thể chỉ là những bộ lạc nhỏ, và ông đã không xâm chiếm nhiều đất đai)
Số lượng lớn các đồng tiền của Menandros đã được khai quật, chứng nhận cho một giai đoạn hưng thịnh của vương quốc. Menandros cũng là một người bảo trợ của Phật giáo, và cuộc đối thoại của ông với tỳ-kheo Na Tiên được ghi nhận là một trong những tác phẩm Phật giáo quan trọng, bộ Milinda Panha ("Di Lan Đà vấn đạo"). Sau khi ông qua đời năm 130 TCN, ông đã được kế vị bởi vương hậu Agathokleia trên cương vị nhiếp chính cho con trai là Strato I. Truyền thống Phật giáo thuật lại rằng ông bàn giao lại vương quốc của mình cho con trai và lui về sống ẩn dật, tuy nhiên sử gia Plutarchus cho rằng ông đã chết trong doanh trại khi đang tiến hành một chiến dịch quân sự, và hài cốt của ông được chia đều cho các thành phố và được cất giữ trong các lăng mộ, rất có thể là những phù đồ, trên vương quốc của ông.

## Sự bất đồng
Giữa các học giả có sự bất đồng đáng kể về triều vua Menandros. Theo Smith thì ông sống vào giữa thế kỷ II trước Công Nguyên. H. C. Raychaudhuri thì đặt ông vào thế kỷ I TCN. Trong cuốn Milinda-panha thì nói rằng Parinibbanato pancavassasate atikkante, có nghĩa là vua Milinda đã xuất hiện 500 năm sau khi đức Phật Thích-ca Mâu-ni nhập diệt (parinirvana). Do đó, nói ông cai trị vào thế kỉ I TCN có lẽ hợp lý, và điều này cũng được nhiều sự kiện khác nhau hậu thuẫn.

## Vua Ấn-Hy Lạp

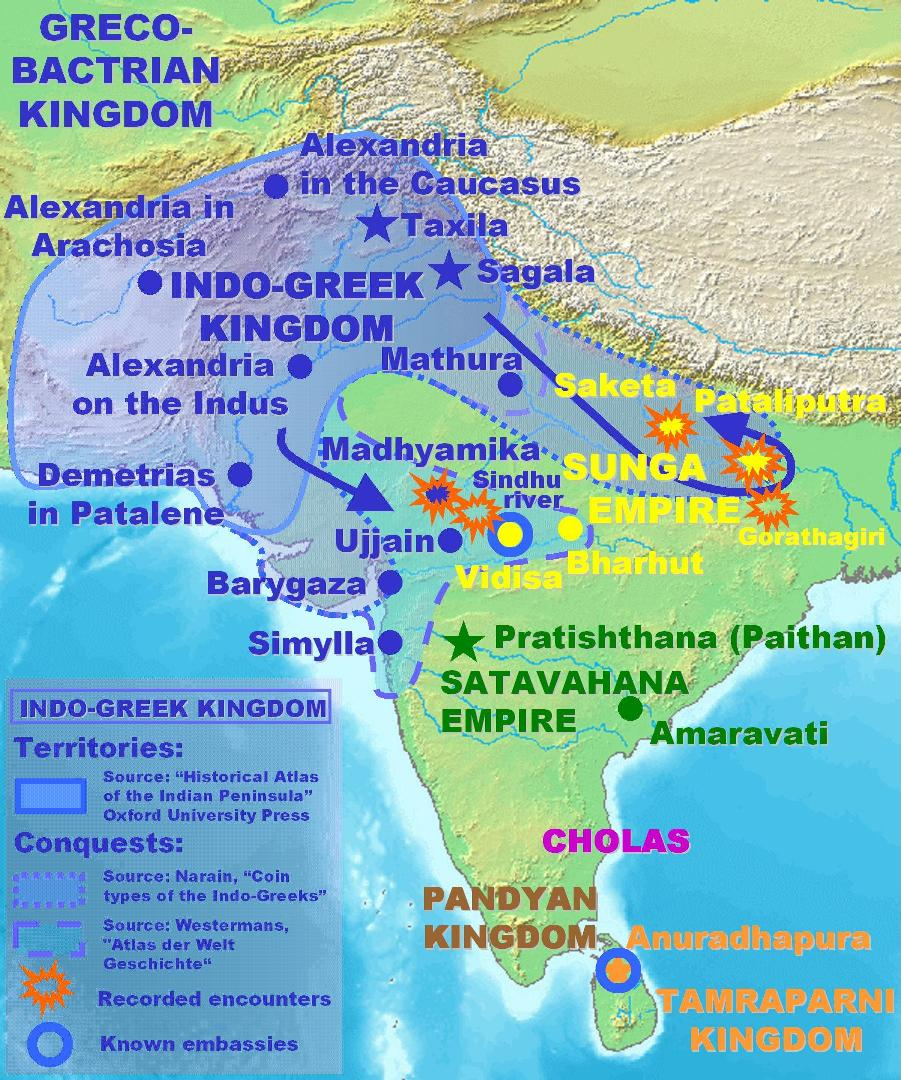
Lãnh thổ Ấn-Hy Lạp, với các chiến dịch và trận đánh được biết đến.

Menandros là người Ấn Độ gốc Hy Lạp, sinh ra tại làng Kalasia gần miền Alexandria Caucasica (ngày nay là Bagram, Afghanistan). Ông cai trị một quốc độ bao gồm những vùng đất phía đông của đế chế Hy Lạp ở Bactria (ngày nay là ولایت بلخ hay tỉnh Bactria) và mở rộng đến Ấn Độ (khu vực mà nay là tỉnh Khyber Pakhtunkhwa, Punjab ở Pakistan và Punjab, Haryana và các bộ phận của tiểu bang Himachal Pradesh và khu vực Jammu ở Ấn Độ).
Sau khi thôn tính miền Punjab (Ngũ Hà), ông thiên đô về Sagala (Xá Kiệt), một thành phố giàu có ở miền Bắc Punjab (được cho là Sialkot hiện đại), ngày nay thuộc Pakistan. Sau đó, ông đã chu du khắp miền bắc Ấn Độ và đã viếng thăm kinh đô Patna Đế quốc Maurya. Mọi ý định chiếm toà thành này đã phải gạt sang một bên khi vua Eucratides I vua của Vương quốc Hy Lạp-Bactria bắt đầu phát động chiến tranh ở biên giới tây bắc của Ấn-Hy Lạp. Ông là một trong số ít các vị vua xứ Bactria được nhắc đến bởi các sử Hy Lạp, trong số họ có Appollodorus của Artemita. Nhà sử học La Mã Trogus Pompeius đã đề cập đến các vua Appolotus và Menandros I trong bộ sử khá dày của ông ta. Ngoài ra, hai nhà sử học nổi tiếng người Hy Lạp là Strabo và Plutarch cũng viết khá nhiều về công đức của vua Menandros, cho thấy ông không chỉ nổi danh ở Tiểu Á và vùng Tây Bắc Ấn mà còn được đề cập trong thế giới Hy Lạp và La Mã cổ đại. Theo Strabo, người Hy Lạp ở Bactria đã chinh phục được nhiều bộ lạc Ấn Độ hơn cả Alexandros Đại đế, và Menandros là một trong hai vị vua Bactria, cùng với Demetrios, là những người mở rộng quyền lực của mình vào sâu Ấn Độ nhất:
Những người Hy Lạp đã gây ra cuộc nổi dậy ở Bactria đã trở nên hùng mạnh vì sự màu mỡ của đất nước mà họ đã trở thành những vị chủ nhân, không chỉ ở Ariana, mà còn ở Ấn Độ, như Apollodorus của Artemita nói: và các bộ lạc khác bị chinh phục bởi họ còn nhiều hơn bởi Alexandros-- đặc biệt bởi Menandros (ít nhất là nếu ông ta thực sự vượt qua Hypanis về phía đông và tiến xa tới tận Imaüs), một số đã được cho là chinh phục bởi cá nhân ông và những người khác như bởi Demetrios, con trai của Euthydemos vua của người Bactria; và họ đã chiếm hữu, không chỉ của Patalena, mà còn, trên phần còn lại của bờ biển, của những gì được gọi là vương quốc Saraostus và Sigerdis. Bằng cách ngắn gọn, Apollodorus nói rằng Bactriana là vật trang trí của Ariana;va, hơn thế nữa, họ mở rộng đế chế của họ thậm chí đến tận Seres và Phryni.— Strabo, Geographica

Strabo cũng cho thấy rằng những cuộc viễn chinh của người Hy Lạp còn xa tới tận cố đô Pataliputra vốn ở đông bắc Ấn Độ (ngày nay là Patna):
"Những người đến sau Alexandros đã đi đến sông Hằng và Pataliputra" (Strabo, 15.698).
Các nguồn Ấn Độ khác nhau cũng mô tả các cuộc tấn công của người Hy Lạp vào Mathura, Panchala, Saketa và Pataliputra. Đặc biệt là những đề cập của Patanjali vào khoảng năm 150 TCN và Yuga Purana về một cuộc xâm lược của ngoại bang, trong đó mô tả các sự kiện lịch sử Ấn Độ dưới hình thức của một lời tiên tri:
"Sau khi đã chinh phục Saketa, đất nước của người Panchala và Mathuras, những người Yavana (Hy Lạp), độc ác và can đảm, sẽ chiếm được Kusumadhvaja. Nhũng tường thành bằng bùn tại Pataliputra đã bị tiếp cận, tất cả các tỉnh sẽ rối loạn, không cần phải nghi ngờ. Cuối cùng, một trận chiến lớn sẽ diễn ra tiếp theo, cùng với các công cụ giống như cây (vũ khí đánh thành)." (Gargi-Samhita, Chương Yuga Purana, số 5).

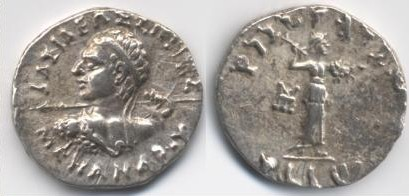
Đồng đracma của Menandros I (165-130 TCN).
Phải: Dòng chữ Hy Lạp, ΒΑΣΙΛΕΩΣ ΣΩΤΗΡΟΣ ΜΕΝΑΝΔΡΟΥ (BASILEOS SOTEROS MENANDROU), dịch là "Của Vua cứu độ Menandros".
Phải: Dòng chữ Kharosthi: MAHARAJA TRATASA MENADRASA "Vua cứu độ Menandros". Athena tiến sang phải, với sấm sét và lá chắn.

Ở phía Tây, Menandros dường như đã đẩy lùi các cuộc xâm lược của vua Eukratides xứ Hy Lạp-Bactria, và đuổi quân Hy Lạp-Bactria xa tới tận vùng Paropamisadae, qua đó củng cố quyền lực của các vị vua Ấn-Hy Lạp ở phía bắc của tiểu lục địa Ấn Độ.
Di Lan Đà vấn đạo đã đưa ra một số cái nhìn thoáng qua các phương pháp quân sự của ông:
"Có nước cừu địch nào lăm le xâm chiếm nước của Ðại vương không?
-Có, dĩ nhiên.
-Thế thì Ðại vương có chờ cho đến khi giặc quân đến công phá ngoài thành rồi mới lo rèn đúc binh khí, luyện tập binh mã, hay phải lo toan dự phòng các việc ấy từ trước?
-Phải lo dự phòng từ trước.
-Giặc chưa đến thì dự phòng làm gì?
-Vì giặc đến bất thình lình.
-Cũng thế, khổ đau đến với kiếp sống không thể nào lường trước được. Nếu không chuẩn bị thì không kịp thời đối phó."
Menandros trị vì 35 năm qua đó trở thành quân chủ trị vì lâu dài và thành công nhất của vương quốc Ấn-Hy. Theo sách "Những hộ pháp vương của Phật giáo trong Lịch sử Ấn Độ" của tác giả Trần Trúc Lâm (2007), Menandros được thần dân ngưỡng mộ vì có tư cách đạo đức, có tài điều binh khiển tướng, cai trị công minh, không phân biệt đối xử giữa các dân tộc Hy Lạp, Phật giáo, Ấn Độ giáo và Bái Hỏa giáo, làm cho dân giàu nước mạnh. Một loạt những phát hiện của những đồng tiền mang hình ông là bằng chứng cho sự thịnh vượng và mở rộng của đế chế vào thời kỳ này: những đồng tiền của ông có số lượng nhiều nhất và phổ biến nhất trong số những đồng tiền của các vị vua Ấn-Hy Lạp đã được khai quật. Tuy nhiên, về ngày tháng chính xác về triều đại của ông, cũng như nguồn gốc của ông, thì vẫn còn còn rất mơ hồ. Một số sử gia cho rằng, Menandros hoặc là một cháu trai hoặc một cựu tướng của vua Hy Lạp-Bactria Demetrios I, nhưng khoảng cách thời gian tại vị của hai vị vua được cho là cách nhau ít nhất ba mươi năm. Ngoài ra, cũng có người cho rằng ông là con rể của Demetrios II. Người tiền nhiệm của Menandros tại Punjab dường như là vua Apollodotos I.
Đế chế của Menandros còn tồn tại một cách phân mảnh cho đến khi vua người Hy Lạp cuối cùng là Strato II biến mất vào khoảng năm 10 CN.
Cuốn Periplus biển Erythraei tiếp tục chứng minh cho triều đại của Menandros và ảnh hưởng của Ấn-Hy Lạp ở Ấn Độ:
"Cho đến ngày nay những đồng đracma cổ đang hiện hành ở Barygaza, vốn đến từ đất nước này, đều mang dòng chữ trong mẫu tự Hy Lạp, và mang những hình vẽ của những người trị vì sau thời đại Alexandros, Apollodorus  [sic] và Menandros."— Periplus, Chương 47

Menandros là vị vua Ấn-Hy Lạp đầu tiên ban hình đồng tiền mang hình Athena Alkidemos ("Athena, vị cứu tinh của bá tánh"), hình ảnh này có thể tham chiếu đến một bức tượng tương tự của Athena Alkidemos tại Pella, thủ đô xứ Macedonia. Tiền mang phong cách này đều đã được sử dụng bởi hầu hết các vị vua Ấn-Hy Lạp sau đó.

## Menandros và Phật giáo
Phật giáo giữ một địa vị rất cao trong quốc độ Ấn-Hy thời Menandros. Bộ sách Mahavamsa của các vua xứ Tích Lan đã đề cập:
Nhân có lễ đặt đá cho việc xây Đại Tháp tại Anuradhapura ở Sri-Lanka, một phái đoàn tăng già Hy-lạp (tiếng Pali: Yona) gồm 30 ngàn người dẫn đầu bời đại đức Mahadhammarakkhita (Sanskrit: Mahadharmaraksita) đã đến từ Alasandra (có lẽ là Alexandria trên sông Ấn)— Mahavamsa - XXIX

### Bộ kinh Di Lan Đà vấn đạo

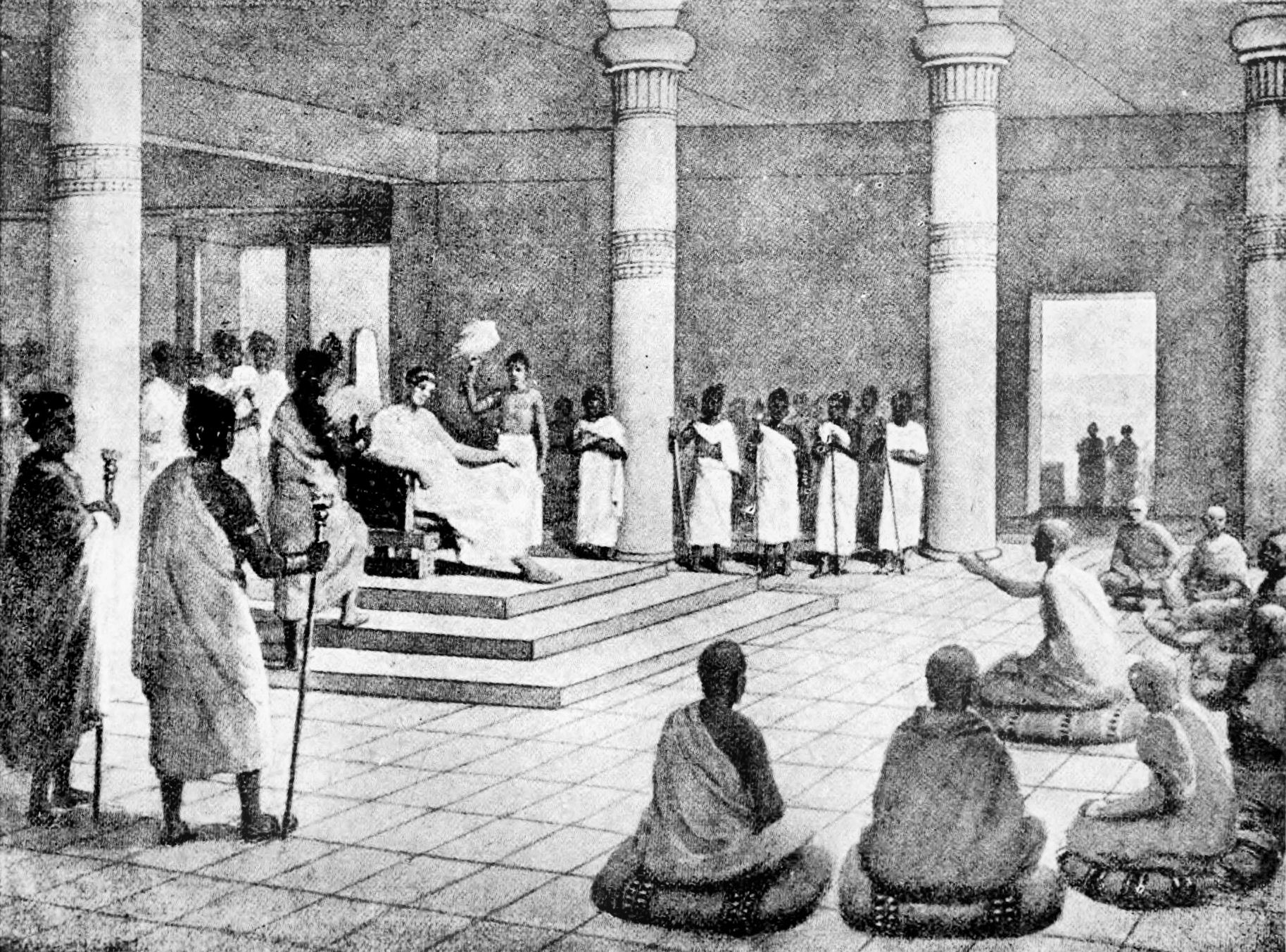
Vua Di Lan Đà vấn đạo.

Theo truyền thống, Menandros quy y theo cửa Phật, như những gì được mô tả trong Di Lan Đà vấn đạo, một văn bản Phật giáo cổ điển bằng tiếng Pali (các văn bản tiếng Phạn gốc đã bị mất) về một cuộc đối thoại giữa Di Lan Đà và tỳ kheo Na Tiên. Na Tiên được mô tả là liên tục được bảo vệ bởi 500 vệ sĩ Hy Lạp ("Yonaka"), và hai cố vấn của ông được đặt tên Demetrius và Antiochus. Đây là loại thảo luận đã được biết đến Hy Lạp cổ đại như là một "sozo", điều quan trọng là Phật tử hiểu được bối cảnh văn hóa khi mà cuộc thảo luận này diễn ra.
Trong Di Lan Đà vấn đạo (Mi Tiên Vấn Ðáp), Menandros được giới thiệu như sau:
"Ông người gốc Hy-lạp, là một viên đại tướng lừng danh, vô địch, theo đoàn quân viễn chinh xâm lăng Ấn-độ. Sau khi đã đặt nền thống trị trên một đế quốc rộng lớn, viên thủ lĩnh bị giặc giết, ông lên kế vị làm vua, đóng đô tại Sàgala...Giữ yên bên ngoài, nhà vua lo việc bên trong, chăm lo đến cơm no áo ấm cho muôn dân. Kế hoạch phát triển đất nước, nhà vua chú trọng nông nghiệp, có chính sách khuyến nông đúng đắn và hữu hiệu. Các ngành nghề lao động, thủ công đều được tuyên truyền, vận động, cổ súy nâng cao. Không bao lâu sau, đất nước này sống đời thái bình và thịnh trị, giàu mạnh và hùng cường...Kinh thành của đức vua Mi-lan-đà hưởng phước cực kỳ sung sướng, được ví như Bắc-cu-lưu-châu hoặc như huê viên Alakam Manda ở cõi trời cũng không ngoa vậy. Về quốc độ thì như thế, còn về cá nhân thì ngài có sức học uyên thâm, tài cao chí lớn, lại là người rất đạo đức nên được quần chúng tôn sùng, ngưỡng mộ.(Mi Tiên Vấn Ðáp, Dịch bởi Hòa thượng Giới Nghiêm)
Về sau, ông truyền ngôi cho con trai, lui về ẩn dật:
" Và sau đó, thỏa thích trong sự khôn ngoan của vị tỳ kheo, ngài [Menandros] giao lại vương quốc cho con trai mình, đức vua Mi-lan-đà lặng lẽ rời bỏ hoàng cung, tìm đường xuất gia, sau đó sống đời không nhà cửa của một sa môn chân chính. Nhờ sự tinh cần, kiên trì tiến tu chỉ tịnh, quán minh; không bao lâu sau, ngài đắc giải thoát bảo cái trắng làm cho tỏ ngộ Niết-bàn, thành bậc A-la-hán vô sanh."— Di Lan Đà Vấn đạo, bản dịch của Hòa thượng Giới Nghiêm, 2003.

Người ta cho rằng bộ kinh "Di Lan Đà vấn đạo" (Milinda Panha) đã được khẩu tập ít lâu sau khi quốc vương Menandros I qua đời. Thời gian ấy các vua kế vị là nữ hoàng Agathocleia rồi vua Strabo I Soter ở ngôi khoảng 40 năm nữa, trước khi xứ Bactria bị chia cắt thành nhiều vương quốc. Nội dung của bộ kinh này nói về những câu đối đáp giữa vua Menandros I và tỳ kheo Nàgasena. Sau đó, bộ "Di Lan Đà vấn đạo" đã được kết tập ở vùng Bắc Ấn vào khoảng giữa thế kỷ I. Đặc điểm của bộ kinh này là được xem như một cuộc giao lưu đầu tiên giữa người Âu-Á, cũng như cuộc học đạo giữa một người phương Tây (vua Menandros) với văn hóa Hy Lạp muốn học hỏi giáo pháp uyên áo của đạo Phật phương Đông qua sự giải đáp của một vị tăng (tỳ kheo Nàgasena) ở thung lũng sông Ấn. Qua đó Phật pháp được trình bày một cách thuyết phục và dễ nhớ. Vốn là người dòng dõi Hy Lạp, quốc vương Menandros đã hỏi khá nhiều câu hỏi mà người phương Tây thường thắc mắc về những đề tài rất cấp thiết đại loại như "Nếu không có linh hồn thì cái gì sẽ tái sanh?", hoặc là "Nếu không có cái ta thì ai đang trò chuyện với ngài", cho nên đối với những người Âu muốn tìm hiểu Phật pháp, bộ kinh "Di Lan Đà vấn đạo" rất gần gũi.

## Quân đội Ấn-Hy Lạp thời Menandros I
Trong Bộ kinh "Di Lan Đà Vấn đạo" có đoạn trích lời tâu của Tỳ kheo Na Tiên, nói lên cấu trúc quân sự của Vương quốc Ấn - Hy Lạp đời vua Menandros I:
Ví như đại vương dẫn bốn loại quân binh: bộ binh, tượng binh, mã binh, xa binh ra trận. Bốn loại binh ấy có tên gọi khác nhau, hình tướng, chức năng, công dụng khác nhau nhưng đều thành tựu trung một lợi ích, một mục đích: ấy là đem về vinh quang và chiến thắng cho đại vương!— Tỳ kheo Na Tiên, trích trong "Di Lan Đà vấn đạo

Ngoài ra, bộ kinh còn tái hiện cuộc đàm luận giữa nhà vua và Na Tiên, nêu ra đường lối quân sự đúng đắn của ông:
-Trước đây, đại vương từng là một đại tướng lãnh bách chiến bách thắng, ngài đã từng chỉ huy bốn loại quân binh một cách thiện xảo, thiên tài, ngài đã từng chiến thắng những "trận địa chiến" rất lớn. Bần tăng xin được hỏi là đại vương thường thiết lập, bố trí "trận địa chiến" ấy ra sao?
-Không giấu gì đại đức, chuyện ấy đối với trẫm thì dễ dàng như mặc áo, ăn cơm vậy. Đầu tiên trẫm quan sát các thế núi, sông, rừng, sa mạc, đồng ruộng, thôn làng. Rồi dự định chỗ tấn, chỗ thoái, chỗ lập đồn lũy, chỗ hư binh, chỗ phục binh v.v.. sau đó, lập sa bàn, tập trận giả, rồi tập trận thật trên địa thế núi sông tương tự...; rồi còn chiến thuật, tâm lý... và nhiều lãnh vực chuyên môn khác nữa.
-Chừng đó là bần tăng hiểu rồi, tâu đại vương! Muốn chiến thắng, bách chiến bách thắng, đại vương phải thiết lập vững vàng trận địa, nơi thế đất này, thế núi kia... tất cả đều được chuẩn bị, dự phòng sẵn. Dường thế ấy, từ Giới lập trận thế, từ Giới lập chiến thuật, chiến lược; từ Giới lập sa bàn; từ Giới mà tiêu diệt đối phương... thì mười đội binh ma quân phiền não sẽ cởi giáo quy hàng. Nhờ Giới mà tín sẽ vững chắc không xao động. Nhờ Giới mà tấn không thối thất. Nhờ Giới mà niệm không buông lơi. Nhờ Giới mà định tâm thêm kiên cố. Nhờ Giới mà tuệ càng càng thêm sáng tỏ.

## Các đồng tiền của Menandros I

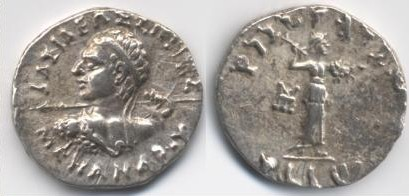
Vua cứu độ Menandros I (khoảng 173-130 TCN)

Menanderos đã để lại cho hậu thế một số lượng tiền xu bằng bạc và bằng đồng khổng lồ, nhiều hơn so với bất kỳ vị vua Ấn-Hy Lạp khác. Trong suốt triều đại của ông, các chuẩn mực của tiền Ấn Độ và Hy Lạp đã được hợp nhất và đã đạt đến đỉnh cao. Bộ sưu tập cổ vật của Mir Zakah gồm 521 đồng tiền dưới triều Menandros đã được công bố gần đây cho thấy nội thương phát triển thịnh vượng trong triều đại lâu dài của Menandros. Nhiều đồng tiền đã được khai quật ở Afghanistan đến Trung Ấn đều có khắc hình Menandros qua nhiều thời kì, từ lúc trẻ đến già cùng với bánh xe pháp. Phần lớn, các đồng tiền đều mang dòng chữ khắc ""Vua cứu độ Menandros" (tiếng Hy Lạp: ΒΑΣΙΛΕΩΣ ΣΩΤΗΡΟΣ ΜΕΝΑΝΔΡΟΥ Basileos Soteros Menandrou), còn mặt kia thì mang dòng chữ "Maharaja TRATARASA MENADRASA" (Đức vua vĩ đại Menandros truyền bá Phật giáo) bằng chữ Prakrit và Kharoshthi.

## Qua đời
Theo văn học truyền thống của Phật giáo Ấn Độ thì sau khi hỏi đạo với tôn giả Na-tiên, ông đã truyền ngôi cho con và lui về ẩn cư trong tăng viện, hay nói cách khác là xuất gia, tu học và chứng thánh quả A-la-hán.
Tuy nhiên, theo sử gia Hy Lạp Plutarchus thì Menandros qua đời ở một lều nhỏ trên chiến trường, trong một cuộc viễn chinh tái chiếm Bactria bất thành vào khoảng năm 130 TCN. Plutarch xem ông là hình mẫu về một quốc vương được lòng thần dân, khác với tên bạo chúa đáng ghét Dionysius. Cụ thể hơn, Plutarchus (Praec. reip. ger. 28, 6) đã viết về vua Menandros như sau:
| “          | Ông là một vị vua nổi danh rất chính trực và được lòng dân đến độ khi ông mất trên đường chinh chiến, nhiều thành phố đã tranh nhau tro cốt của ông; sau cùng đã đồng ý chia đều để mang về tôn thờ ở các ngôi tháp lớn. | ” |
| — Plutarch | |   |

Sau khi vua Menandros qua đời, vương quốc của ông bị đã bị phân chia thành nhiều tiểu quốc.